# Waveboard

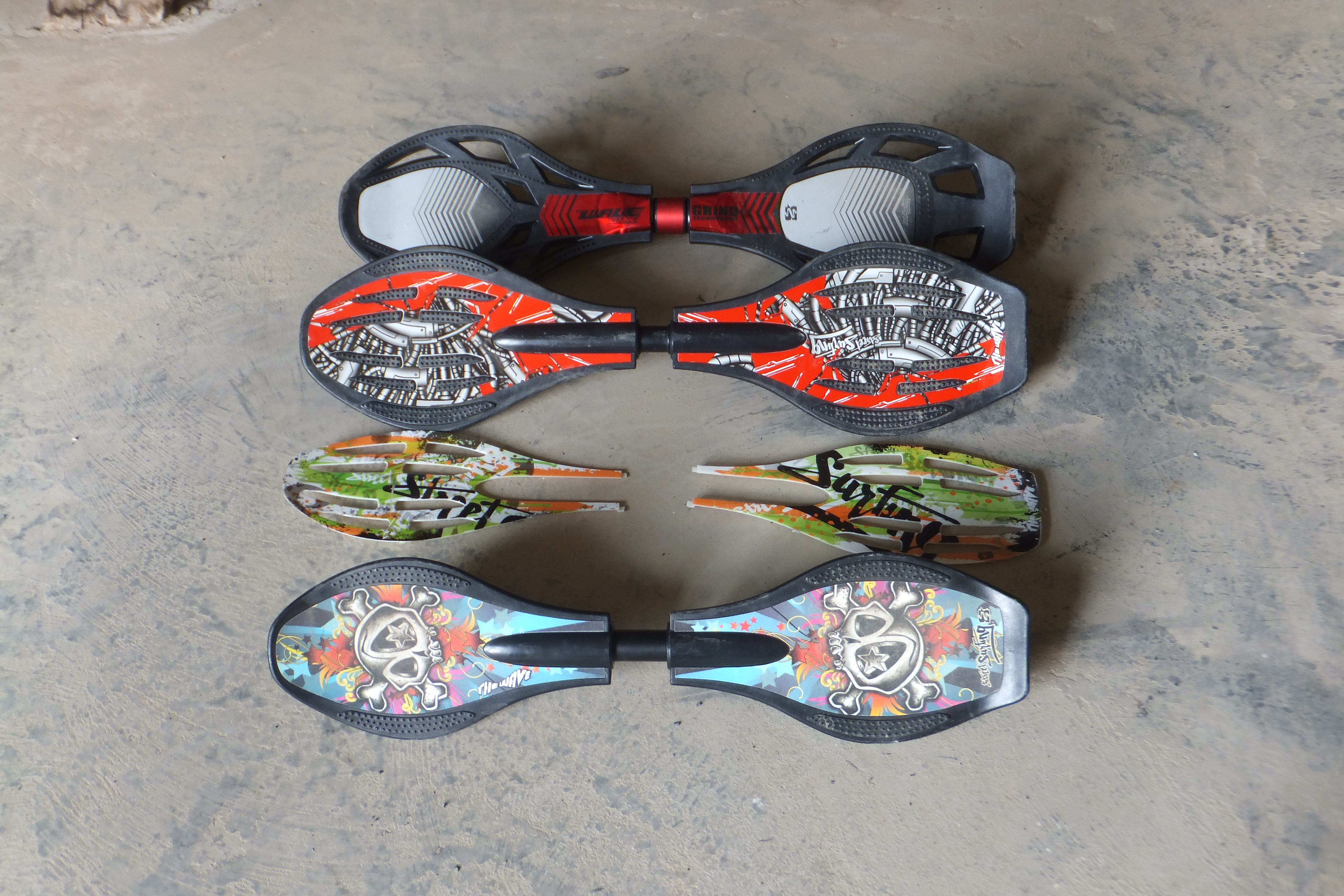
Modèles de waveboard à barre de torsion, 2012

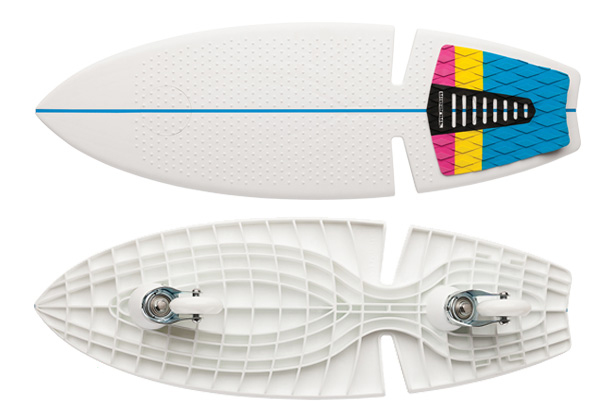
Waveboard à plateau de torsion (ripsurf)

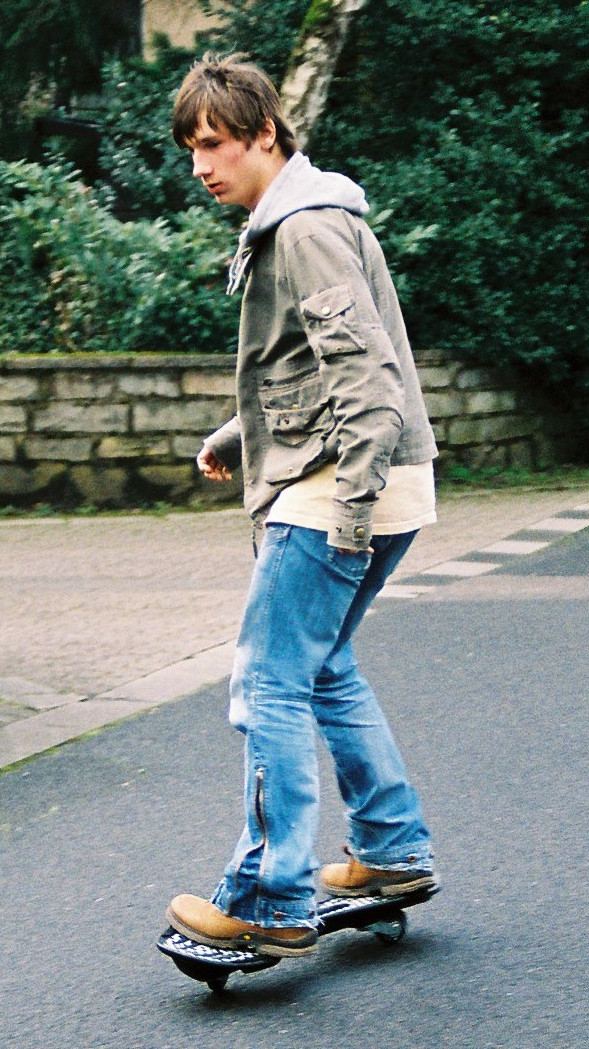
Pratique de waveboard, 2008

Un waveboard (de l'anglais, littéralement « planche de vague ») ou caster board (littéralement « planche pivotante, qui se braque ») ou street surfing (marque commerciale) est un engin à roulettes, une variante de skateboard. Il est constitué d'un plateau (deck) formé de deux parties reliées par un élément de torsion et équipé de deux roulettes. L'engin est utilisé pour le déplacement et la réalisation de figures acrobatiques (tricks), de manière comparable au skateboard.
Apparu vers 2005, le nom générique de cet engin n'est pas encore fixé et est tributaire de plusieurs marques commerciales qui s'en disputent la dénomination. Il est également désigné par : Essboard, Overboard, Ripstik.

## Histoire
Ce type d'engin « à torsion » et deux roulettes a été conçu par un designer coréen et commercialisé à partir de 2000. Le premier modèle est constitué d'un seul plateau dont une zone médiane rétrécie permet la torsion. Le modèle est ultérieurement vendu par différents fabricants sous différents noms : J-Board (JD Bug, Taiwan), RipStik ou RipSurf (Razor, USA). Le brevet aux Etats-Unis est vendu à une société qui distribue la « Essboard », celui du Japon à une société qui distribue la « J-Board ».
Différentes innovations et brevets ultérieurs ont conduit à des variantes de modèles, notamment une conception avec deux plateaux reliés par une ou deux barres de torsion.
Dans les textes de la Fédération française de roller et skateboard, l'engin est dénommé « waveboard ».

## Description
Le caster board est composé d'un plateau en deux parties (deck), possédant chacune une roue pouvant pivoter à 360°. Les deux plateaux sont reliés par un élément de torsion centrale (partie évidée du plateau ou bien barre de torsion) permettant d'avancer sans avoir à poser le pied à terre. Il suffit de faire un mouvement de « serpent » en bougeant les talons et les orteils de bas en haut pour qu'il avance.
Le mouvement utilisé pour avancer est le twist. Il permet de développer le sens de l'équilibre et favorise la coordination des mouvements[réf. nécessaire]. Le twist permet de ne pas poser le pied à terre et d'atteindre une vitesse suffisante pour monter une côte[réf. nécessaire].
La pratique demande une maniabilité complète du bassin. Il faut doucement tourner sur soi-même et en faire des twists. Il faut également rester droit sur sa planche pour ne pas basculer en avant ou en arrière. Pour les plus expérimentés il est tout à fait possible de faire des figures (roue arrière, roue avant, 360°, 180°, etc.). Pour les roues arrière il faut placer son pied gauche ou droit à l'arrière de la planche, et soulever brièvement son pied gauche ou droit de devant et laisser la planche faire le reste...

## Le Ripstik

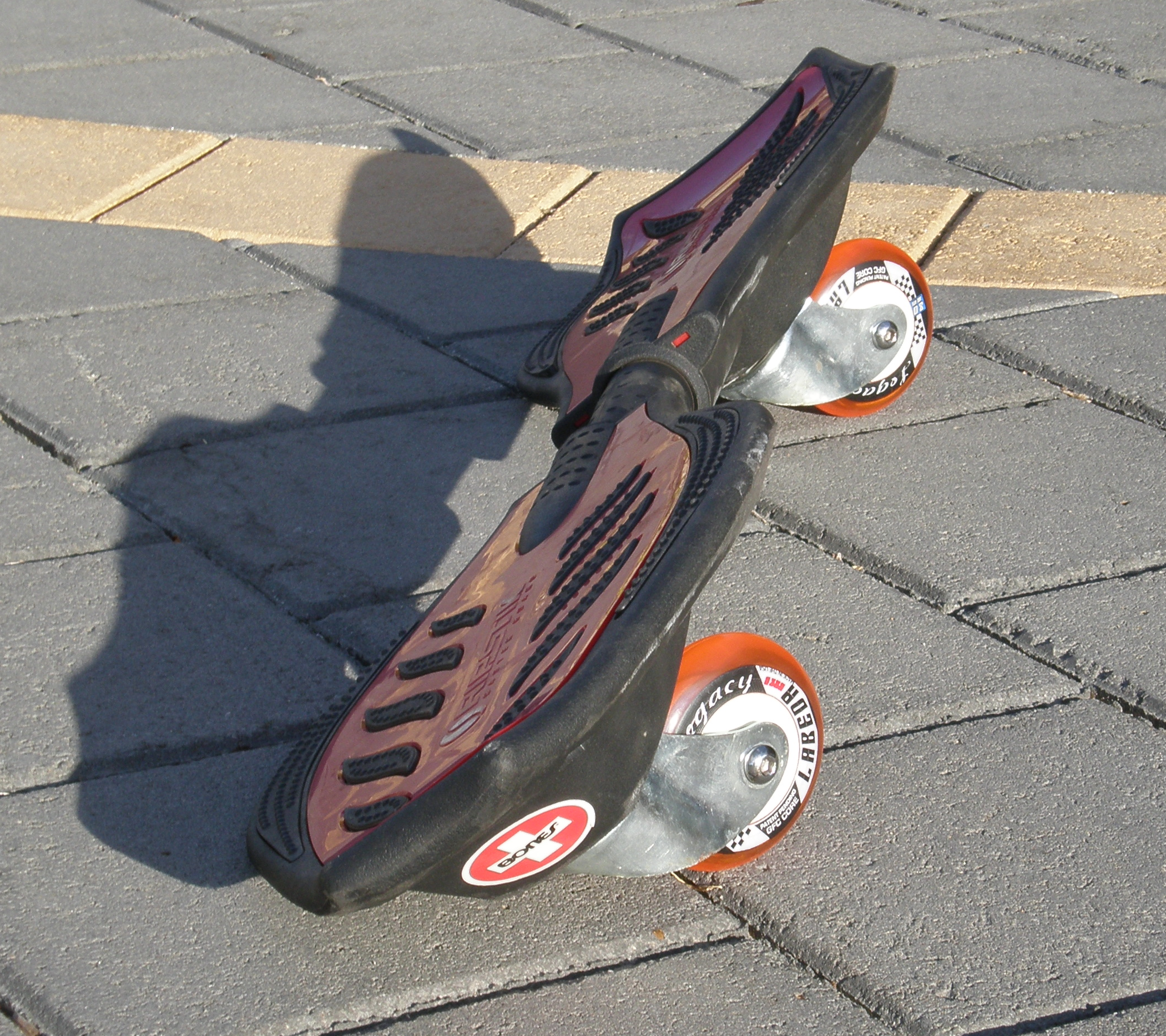
Modèle de la marque Rip Stick

Le Ripstik est un caster board créée par Razor. Elle est proche de la planche construite par The wave, la waveboard, exception faite de l'axe au milieu qui est plus long et des plateaux qui sont plus petits.
En septembre 2007, 70 millions de planches auraient été vendues.

## Les dérivés du street surfing
L'utilisateur de cette planche peut aussi s'en servir pour faire des matchs de hockey, grâce à sa maniabilité ainsi que sa prise de vitesse. Ce hockey sur « street surfing » met en jeu deux équipes de six personnes, ainsi qu'un goal dans chaque équipe. Le goal peut stationner devant la cage mais ses talons ne doivent en aucun cas toucher le sol. La durée du match est constituée par trois temps de 20 minutes chacune. Les autres règles sont identiques à celles utilisées par la fédération de hockey sur glace. Les protections sont vivement recommandées : le palet (ou rondelle) peut blesser et faire chuter un joueur.